# 8LIS5 (Децентралізована платформа для мистецтва)
8LIS5 («Блаженство») було засновано у лютому 2020 року, як децентралізовану платформу мистецтва (художники, скульптори, кінематографісти, фешн тощо) учасниками Esthetic Education Луї Франком та Юрієм Хусточкою, та трьома музикантами: Іллею Галушко, Петром Чернявським та Андрієм Надольським.
12 березня, 2021 року було представлено перший твір — музичний сингл під назвою Faded Wisdom. Відеокліп був створений україно-французьким художником — Микитою Кравцовим [Архівовано 27 травня 2021 у Wayback Machine.]

## Історія
Через пандемію COVID-19 перший сингл було записано повністю віддалено, більшість учасників не зустрічалися фізично. Щоб впоратися з цим, музиканти вигадали процес «блокчейну»: один учасник створює свою музичну партію на будь-якому інструменті і надсилає трек наступному, як «естафету», не змінюючи раніше записаний матеріал.
За рік композиція встигла облетіти кілька кіл — «це правило одного ходу стало джерелом безперервної новизни та дало несподіваний ефект — в результаті ми отримали щось абсолютно легке, невагоме та невловиме».

## Музичний стиль
Альтернативний рок

## Учасники
- Луї Франк — вокал, синтезатори, модульні синтезатори
- Юрій Хусточка — бас, тибетські дзвіночки

### Співавтори/виконавці Faded Wisdom
- Ілля Галушко — синтезатори, вокодер, саунд-дизайн
- Петро Чернявський — гітара, мелотрон, handclaps, саунд-дизайн
- Андрій Надольський — барабани, тамбурин, handclaps

## Дискографія

### Сингли
2021 — Faded Wisdom

## Відеографія
2021 — Faded Wisdom  (Анімація — Микита Кравцов [Архівовано 27 травня 2021 у Wayback Machine.])